# René Iché
René Iché (Sallèles-d'Aude, 21 de enero de 1897-París, 23 de diciembre de 1954) fue un escultor francés del siglo XX.

## Vida y obra
René Iché luchó en la Primera Guerra Mundial, donde fue herido y gaseado. Después de la guerra, se graduó en derecho, cambió su vida y estudió escultura con Antoine Bourdelle y arquitectura con Auguste Perret. En 1927, su monumento pacifista de Ouveillan (un pórtico monumental moderno en el sur de Francia) fue muy apreciado. Durante su primera exposición individual, con el comerciante de arte Léopold Zborowski en 1931, dos esculturas fueron adquiridas por el Museo Nacional de Arte Moderno en París (actualmente en el Centro Pompidou) y el Museo Boijmans Van Beuningen en Róterdam, Holanda.

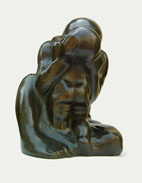
Père et Fils (Padre e hijo) (1925).

Iché fue muy buen amigo de Max Jacob, cercano a Guillaume Apollinaire, Picasso, Jacques Lipchitz, Zadkine y un amigo de la niñez de Joe Bousquet. Esculpió el rostro de André Breton, Paul Éluard y Federico García Lorca.
En su estudio de Montparnasse, en 1937, ejecutó la escultura Guernica el día del anuncio de este evento (27 de abril de 1937) en la estación de radio y no quiso exhibirla antes.
Fue uno de los 200 pioneros de la Resistencia francesa - estaba en la Groupe du Musée de l'Homme - durante el verano de 1940 y participó en las exposiciones de arte degenerado. Esculpió La Déchirée, que fue llevado a Londres y obsequiado al General de Gaulle, convirtiéndose en uno de los símbolos de la resistencia francesa.
Participó en la Bienal de Venecia en 1948 con Le Couple (Musée d'Art Moderne de la Ville de Paris) y recibió el Grand Prix de Sculpture en 1953 por Melpomène 36.
Fue seleccionado para esculpir el Monumento Apollinaire en París y un   Memorial a Auschwitz en Polonia, pero ambos proyectos fueron interrumpidos por su prematura muerte.
El trabajo de Iché es cercano al surrealismo y como los escultores Alberto Giacometti y Germaine Richier hereda una estética nacida en el taller de Antoine Bourdelle.